# 第30回全国高等学校野球選手権大会
第30回全国高等学校野球選手権大会（だい30かいぜんこくこうとうがっこうやきゅうせんしゅけんたいかい）は、1948年8月13日から8月20日まで甲子園球場で行われた全国高等学校野球選手権大会である。

## 概要
学制改革により旧制中等学校から新制高等学校となったことに合わせ、この大会より名称が「全国高等学校野球選手権大会」に改められた。また、これを記念した全国公募による新しい大会歌「栄冠は君に輝く」（作詞・加賀大介、作曲・古関裕而）が制定されている。
なお、今大会では地方大会の区分が変更され、四国が南北に分割されたほか、中国もそれまでの山陽・山陰から東西へ変更。さらに神奈川が南関東、愛知が東海、福岡が北九州からそれぞれ独立している。
前年の第29回大会で優勝した小倉（学制改革により小倉中から校名変更）が今大会でも優勝し、史上5例目となる大会連覇を達成。のちに野球殿堂入りを果たす福嶋一雄が5試合をすべて完封し、優勝の立役者となった。福嶋の打ち立てた5試合45イニング連続無失点記録は戦前の第25回大会で海草中の嶋清一による記録と並ぶ大会記録となっている。

## 代表校
| 地方大会 | 代表校 | 出場回数      |
| -------- | ------ | ------------- |
| 北海道   | 函館工 | 2年連続2回目  |
| 奥羽     | 青森   | 9年ぶり2回目  |
| 東北     | 石巻   | 初出場        |
| 北関東   | 前橋   | 20年ぶり4回目 |
| 南関東   | 成田   | 3年連続3回目  |
| 東京     | 慶応   | 2年連続12回目 |
| 神奈川   | 浅野   | 10年ぶり3回目 |
| 信越     | 穂高農 | 初出場        |
| 北陸     | 金沢一 | 24年ぶり2回目 |
| 山静     | 静岡一 | 16年ぶり8回目 |
| 愛知     | 享栄商 | 14年ぶり2回目 |
| 三岐     | 岐阜一 | 初出場        |

| 地方大会 | 代表校 | 出場回数      |
| -------- | ------ | ------------- |
| 京津     | 西京商 | 27年ぶり3回目 |
| 紀和     | 桐蔭   | 2年ぶり18回目 |
| 大阪     | 天王寺 | 初出場        |
| 兵庫     | 芦屋   | 2年ぶり2回目  |
| 東中国   | 関西   | 初出場        |
| 西中国   | 柳井   | 22年ぶり3回目 |
| 北四国   | 丸亀   | 初出場        |
| 南四国   | 高知商 | 初出場        |
| 福岡     | 小倉   | 3年連続4回目  |
| 西九州   | 鹿島一 | 初出場        |
| 東九州   | 大分二 | 8年ぶり6回目  |

## 試合結果

### 1回戦
- 関西 9 - 5 石巻
- 桐蔭 6 - 4 芦屋
- 西京商 12 - 5 金沢一
- 小倉 1 - 0 丸亀
- 函館工 5 - 3 前橋
- 享栄商 2x - 1 浅野
- 静岡一 6 - 3 成田

### 2回戦
- 高知商 8 - 4 柳井
- 西京商 10 - 0 慶応
- 関西 4 - 2 天王寺
- 桐蔭 5 - 2 青森
- 小倉 12 - 0 大分二
- 函館工 4 - 2 穂高農
- 享栄商 11 - 0 鹿島一
- 岐阜一 3 - 1 静岡一

### 準々決勝
- 西京商 5 - 0 享栄商
- 小倉 2 - 0 関西
- 桐蔭 6 - 0 函館工
- 岐阜一 8 - 6 高知商

### 準決勝
- 桐蔭 1 - 0 西京商
- 小倉 4 - 0 岐阜一

### 決勝
|      | 1 | 2 | 3 | 4 | 5 | 6 | 7 | 8 | 9 | R | H | E |
| ---- | - | - | - | - | - | - | - | - | - | - | - | - |
| 桐蔭 | 0 | 0 | 0 | 0 | 0 | 0 | 0 | 0 | 0 | 0 | 4 | 0 |
| 小倉 | 0 | 0 | 0 | 0 | 0 | 1 | 0 | 0 | X | 1 | 3 | 0 |

1. （桐）：西村 - 広谷
2. （小）：福嶋 - 原
3. 審判
［球審］高瀬
［塁審］伊達・牧野・布谷
4. 試合時間：1時間21分

| 桐蔭 | 桐蔭 | 桐蔭     |
| 打順 | 守備 | 選手     |
| ---- | ---- | -------- |
| 1    | [遊] | 金丸勉   |
| 2    | [三] | 井関康近 |
| 3    | [中] | 松島正治 |
| 4    | [右] | 竹中美夫 |
| 5    | [一] | 新谷茂夫 |
| 6    | [捕] | 広谷勲   |
| 7    | [投] | 西村修   |
| 8    | [左] | 竹中駿介 |
| 9    | [二] | 垣内源次 |

| 小倉 | 小倉 | 小倉       |
| 打順 | 守備 | 選手       |
| ---- | ---- | ---------- |
| 1    | [左] | 河野博幸   |
| 2    | [右] | 井生元固   |
| 3    | [捕] | 原勝彦     |
| 4    | [遊] | 松尾研     |
| 5    | [三] | 福田慶久   |
| 6    | [中] | 野々村雄幸 |
| 7    | [投] | 福嶋一雄   |
| 8    | [二] | 甲原康男   |
| 9    | [一] | 香野康彦   |

## 大会本塁打
1回戦
- 第1号：沖田信雄（金沢一）
- 第2号：佐藤巻一（函館工）

2回戦
- 第3号：種田吉富（西京商）

準々決勝
- 第4号：西村修（桐蔭）

## その他の主な出場選手
- 鈴木保巳（前橋）
- 金田正一（享栄商）
- 花井悠（岐阜一）
- 森和彦（岐阜一）
- 北本重二（西京商）

- 井上佳明（天王寺）
- 有本義明（芦屋）
- 香川秀光（丸亀）
- 新居一仁（丸亀）
- 小川英雄（高知商）